# Dennis L. Via

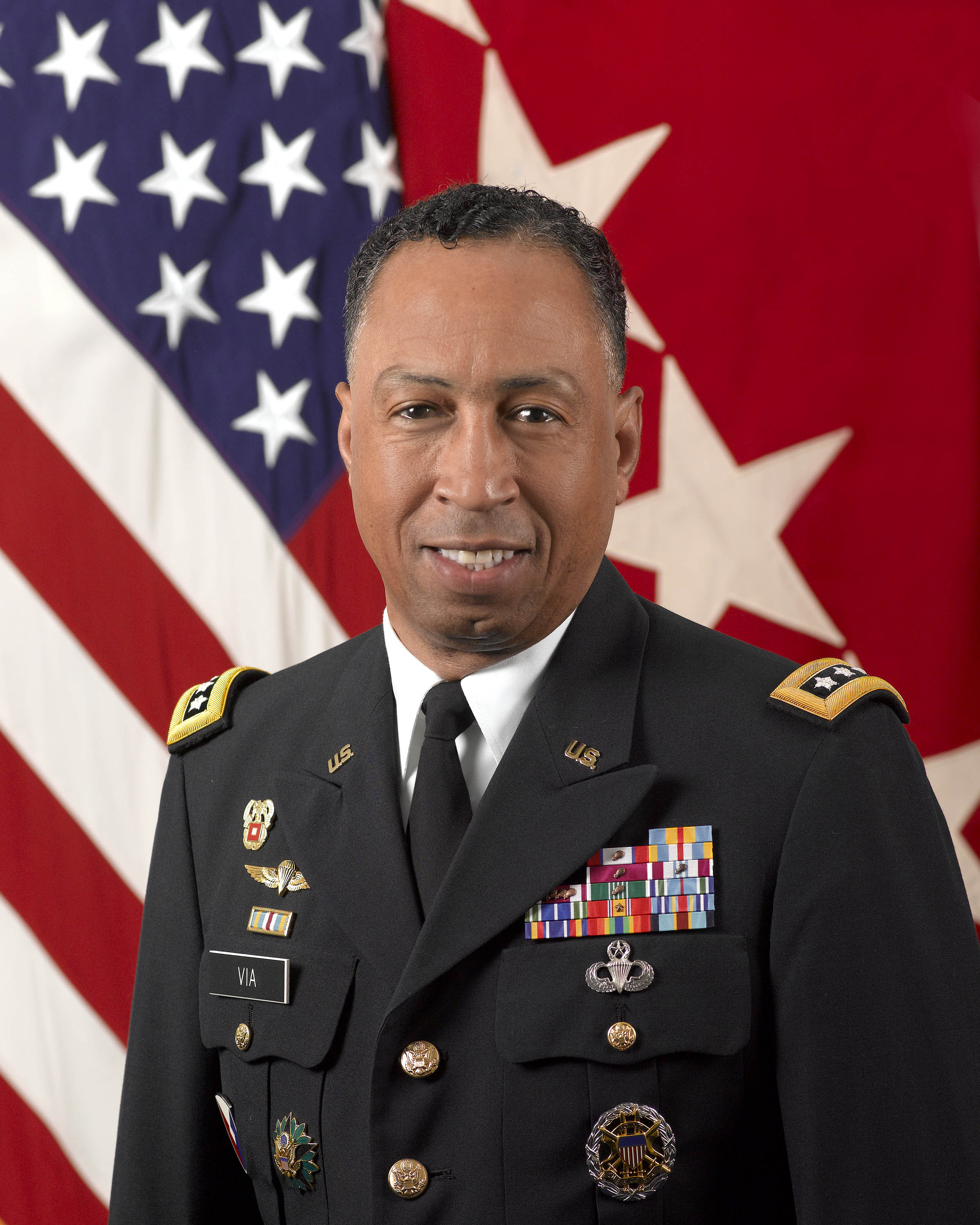
General Dennis L. Via (2012)

Dennis L. Via (*  1958 in Martinsville, Virginia) ist ein pensionierter Viersterne-General der United States Army.
Dennis Via ist der Sohn des Handwerkers Henry Via, der unter anderem als Maler tätig war. Der Sohn arbeitete nach der Schule einige Zeit im Textilgewerbe, ehe er sich für ein Studium an der Virginia State University entschied. Über das ROTC-Programm gelangte er im Jahr 1980 in das Offizierskorps des US-Heeres. Dort wurde er als Leutnant dem Fernmeldewesen zugeteilt. In der Armee durchlief er anschließend alle Offiziersränge bis zum Viersterne-General.
Im Lauf seiner militärischen Laufbahn absolvierte Via unter anderem mehrere Kurse und Schulungen. Dazu gehörten unter anderem ein Studium an der Boston University, das Command and General Staff College (1991) sowie das United States Army War College (1999). Er begann seine militärische Laufbahn in Fort Bragg in North Carolina, wo er Zugführer ein einer Fernmeldekompanie war. In den folgenden Jahren stieg er mit jeder Beförderung auch auf jeweils höhere Kommandoebenen auf, wobei er zumeist im Fernmeldewesen verblieb. Er war auf verschiedenen Militärbasen in den Vereinigten Staaten, aber auch in Asien und Europa, stationiert.
Via kommandierte unter anderem das 82. Fernmelde-Bataillon in Fort Bragg, die 3. Fernmeldebrigade in Fort Hood und das 5. Fernmelde-Kommando in Mannheim in Deutschland. Außerdem kommandierte er das United States Army Communications-Electronics Life Cycle Management Command in Fort Monmouth. Dazwischen versah er auch verschiedene Aufgaben als Stabsoffizier unter anderem im Pentagon.
Am 7. August 2012 übernahm Dennis Via, nunmehr im Rang eines Viersterne-Generals, das Oberkommando über den United States Army Materiel Command (AMC). Dabei trat er die Nachfolge von Ann E. Dunwoody an. Dieses Kommando behielt er bis zum 30. September 2016. An diesem Tag übergab er das Kommando an Gustave F. Perna. Wenige Tage später, am 6. Oktober, ging er in den Ruhestand.
Noch während seiner Militärzeit veröffentlichte Dennis Via einige militärische Fachartikel. Seine Publikationstätigkeit setzte er auch nach dem Ausscheiden aus dem Militärdienst fort. Via lebt heute in Woodbridge in Virginia. Mit seiner Frau Linda A. Brown hat er zwei erwachsene Söhne.

## Orden und Auszeichnungen
Via erhielt im Lauf seiner militärischen Laufbahn unter anderem folgende Auszeichnungen:
- Defense Distinguished Service Medal
- Army Distinguished Service Medal
- Defense Superior Service Medal
- Legion of Merit
- Defense Meritorious Service Medal
- Meritorious Service Medal
- Army Commendation Medal
- Joint Service Achievement Medal
- Army Achievement Medal
- Joint Meritorious Unit Award
- National Defense Service Medal
- Global War on Terrorism Expeditionary Medal
- Global War on Terrorism Service Medal
- Army Service Ribbon
- Overseas Service Ribbon